# MTV Hits
MTV Hits ist ein digitaler Pay-TV-Musiksender aus Großbritannien. Der Sendestart war am 1. Juli 1999 unter dem Namen MTV Extra, dessen Umbenennung zum jetzigen Namen am 1. Mai 2001 erfolgte.
Die gleichnamige Sendung wurde von 2. September 2021 bis 4. März 2022 auf MTV ausgestrahlt.
Das Programm enthält überwiegend aktuelle Musik aus dem Bereich Mainstream, aber auch Musikformate mit den Schwerpunkten Dance, Rock, R’n’B oder gezielt ältere Musikvideos. Aufgrund von gesetzlichen Bestimmungen muss ein bestimmter Programmanteil mit Inhalten für Gehörlose gefüllt werden, weshalb Reality-Showformate des Muttersenders MTV One im Nachtprogramm ausgestrahlt werden. Gelegentlich zeigt MTV Hits auch im Vorabend- beziehungsweise Abendprogramm solche Formate. Aber in der Regel fokussiert man sich auf das Ausstrahlen von Musikvideos.
Der Sender wird trotz seiner inhaltlichen Ausrichtung auf Großbritannien weiterhin, per Kabel auch in Deutschland, europaweit vermarktet. Dazu gehören Länder wie Frankreich, Irland, Polen, Rumänien, Ungarn oder die Benelux-Staaten.

## MTV Hits Europe
Seit Ende Mai 2014 wird in vielen europäischen Ländern eine europäische Version von MTV Hits verbreitet, auch in Deutschland und Österreich. Dabei unterscheidet sich der Sender von seinem britischen Schwestersender vor allem durch den Wegfall des Teleshopping und der Werbung, allerdings auch durch den Wegfall jeglicher moderierter Clipstrecken. Seitdem (2014) moderiert der Sender auch Clips zwischen 05:00 und 22:00 Uhr. Nach 22:00 Uhr werden auf den MTV-Kanälen keine Clips mehr moderiert.
Der Sender spielt in der europäischen Version durchgehend aktuelle Chartmusik aus den Genres Pop, Dance und vereinzelt Rock.
MTV Hits Europe ist in Deutschland auch im Stream in der MTV Play App mit einem Premium-Abonnement erhältlich.
Am 5. April 2017 änderte MTV das Logo farblich für MTV Hits Europe sowie auch für die Variante in U.K.
MTV Hits ist seit 1. März 2018 nicht mehr Bestandteil von MTV Play und seiner App in Deutschland.
Ab dem 30. September 2019 wird die Verbreitung von MTV Hits Europe über Astra 19,2° Ost eingestellt. Der betroffene Sender MTV Hits Europe wird vom Astra Satellitensystem auf den Satelliten Thor 0,8° West wechseln, der zum norwegischen Satellitenbetreiber Telenor gehört. In diesem Zusammenhang teilte der Anbieter Technisat mit, sein bisheriges Paket "MTV Unlimited", worin auch MTV Hits Europe enthalten ist, ebenfalls zum 30. September 2019 einzustellen.
Alternativ war MTV Hits Europe in Deutschland weiterhin über Diveo zu empfangen. Am 30. November 2019 stellte Diveo jedoch ebenfalls seinen Betrieb ein, sodass der Sender MTV Hits dort nicht mehr zu empfangen ist.

## Aktuelle Programmformate
- Non-Stop Hits
- Totally 10s
- Today's Top Hits
- MTV Top 20
- Weekend Hitlist
- Worldwide Hits
- Party Hits

## Ehemalige Logos

Verwendet bis zum 28. Juni 2006
Verwendet bis zum 22. Juli 2007
Verwendet bis zum 28. Februar 2010
Verwendet bis zum 30. Juni 2011
Verwendet bis September 2013
Verwendet bis April 2017
Verwendet bis September 2021